# 銀滴定
分析化学において銀滴定（英: argentometry）は銀(I)イオンが関わる滴定である。一般的には試料の塩化物イオンの濃度を調べるために行われる。滴定には濃度既知の硝酸銀水溶液が用いられる。塩化物イオンは銀イオンと反応して水に不溶な塩化銀を生じる。
Ag+ (aq) + Cl− (aq) → AgCl (s) (K = 5.88 × 109)
銀滴定にはそれぞれの人名の由来から、フォルハルト法、モール法、ファヤンス法の3種類がある。

## フォルハルト法
フォルハルト法は逆滴定の一種で、ヤコブ・フォルハルトにちなんで名付けられた。この方法は試料に過剰な硝酸銀水溶液を加え、塩化銀をろ過した上で残った銀イオンを、硫酸鉄(III)アンモニウムを指示薬としてチオシアン酸アンモニウムで滴定する方法である。この滴定では、終点で血赤色の[Fe(OH2)5(SCN)]2+が生成する。
Ag+ (aq) + SCN− (aq) → チオシアン酸銀 (s) (Ksp = 1.16 × 10−12)
Fe(OH)(OH2)2+
5 (aq) + SCN− (aq)→ [Fe(OH2)5(SCN)]2+  + OH−

## モール法
モール法はクロム酸カリウムを指示薬として塩化物イオンを滴定する方法で、カール・フリードリヒ・モールにちなんで名付けられた。塩化物イオンが全て沈殿してからクロム酸銀(I)が沈殿するため、赤い沈殿（クロム酸銀）が沈殿し始めた点を終点とする:
2Ag+ (aq) + CrO2−
4 (aq) → Ag2CrO4 (s) (Ksp =  1.1 × 10−12)
溶液は中性にするのが望ましい。pHが大きい（塩基性）と酸化銀(I)が生成し、滴定ができない。またpHが小さいと（酸性）H2CrO4が生成し、クロム酸イオンの濃度が低くなるため沈殿の生成が遅くなる。炭酸塩やリン酸塩は銀と結びついて沈殿を生成するため、正しい結果を得るために取り除いておかなければならない。
モール法では、試料を酢酸カルシウム、そして酢酸鉄(III)とともに燃焼させることで塩素の全量を調べることができる。酢酸カルシウムが塩素を"固定" し、炭酸塩を沈殿させ、溶液を中和する。酢酸塩でリン酸塩を除去する。塩化物は全て溶解し、滴定を行うことができるようになる。

## ファヤンス法
カシミール・ファヤンスにちなんで名付けられたファヤンス法では、指示薬にジクロロフルオレセインを用いる。懸濁液の溶液が緑色からピンク色に変わった点が終点である。滴定の終点では、塩化物イオンが溶液中に過剰に存在している。塩化物イオンは塩化銀の表面に吸着され、塩化銀の分子を負に帯電させる。等量点の前では過剰な銀(I)イオンが塩化銀分子に吸着され、塩化銀分子は正に帯電する。ジクロロフルオレセインのようなアニオン性染料は正に帯電した分子に引き寄せられる。吸着されるときに色が変化し、変色して終点となる。臭化物、ヨウ化物、チオシアン酸塩などの滴定には色の変化がより明瞭なエオシン（テトラブロモフルオレセイン）を使うのがよい。しかし、エオシンは塩化物イオンより塩化銀に強く結合するので、塩化物イオンの定量に使うことはできない。